# Lena Philipsson Collection
Lena Philipsson Collection, är ett samlingsalbum från 2001 av Lena Philipsson. Det placerade sig som högst på 19:e plats på den svenska albumlistan.
Albumet innehåller även två nya låtar, I Believe in Miracles och Fly Me over the Rainbow, båda från filmen Livet är en schlager .

## Låtlista
1. Fly Me Over the Rainbow
2. Boy
3. Kärleken är evig
4. Åh Amadeus
5. Jag känner (Ti Sento)
6. Dansa i neon
7. Det går väl an
8. Saknar dig innan du går
9. Om igen
10. Talking in Your Sleep
11. I'm a Fool
12. Jag kan jag vill
13. Tänd ett ljus
14. Teach Me Tiger
15. Standing in My Rain
16. Why (Så lätt kommer du inte undan)
17. My Name
18. Taking-Care Day
19. 006
20. Macho Male
21. The Murder
22. The Preacher
23. Give Me Your Love
24. Månsken i augusti
25. Stjärnorna
26. Kärlek kommer med sommar
27. Vila hos mig
28. Bästa vänner
29. I Believe in Miracles

## Listplaceringar
| Lista (2001) | Topplacering |
| ------------ | ------------ |
| Sverige      | 13           |

### Fotnoter
1. ↑  ”Poplight - Lena Philipsson”. Arkiverad från originalet den 3 december 2013. https://web.archive.org/web/20131203165829/http://poplight.zitiz.se/artist/lena-philipsson. Läst 27 november 2010.
2. ↑  Listplacering